# David Gruber
Pour les articles homonymes, voir Gruber.

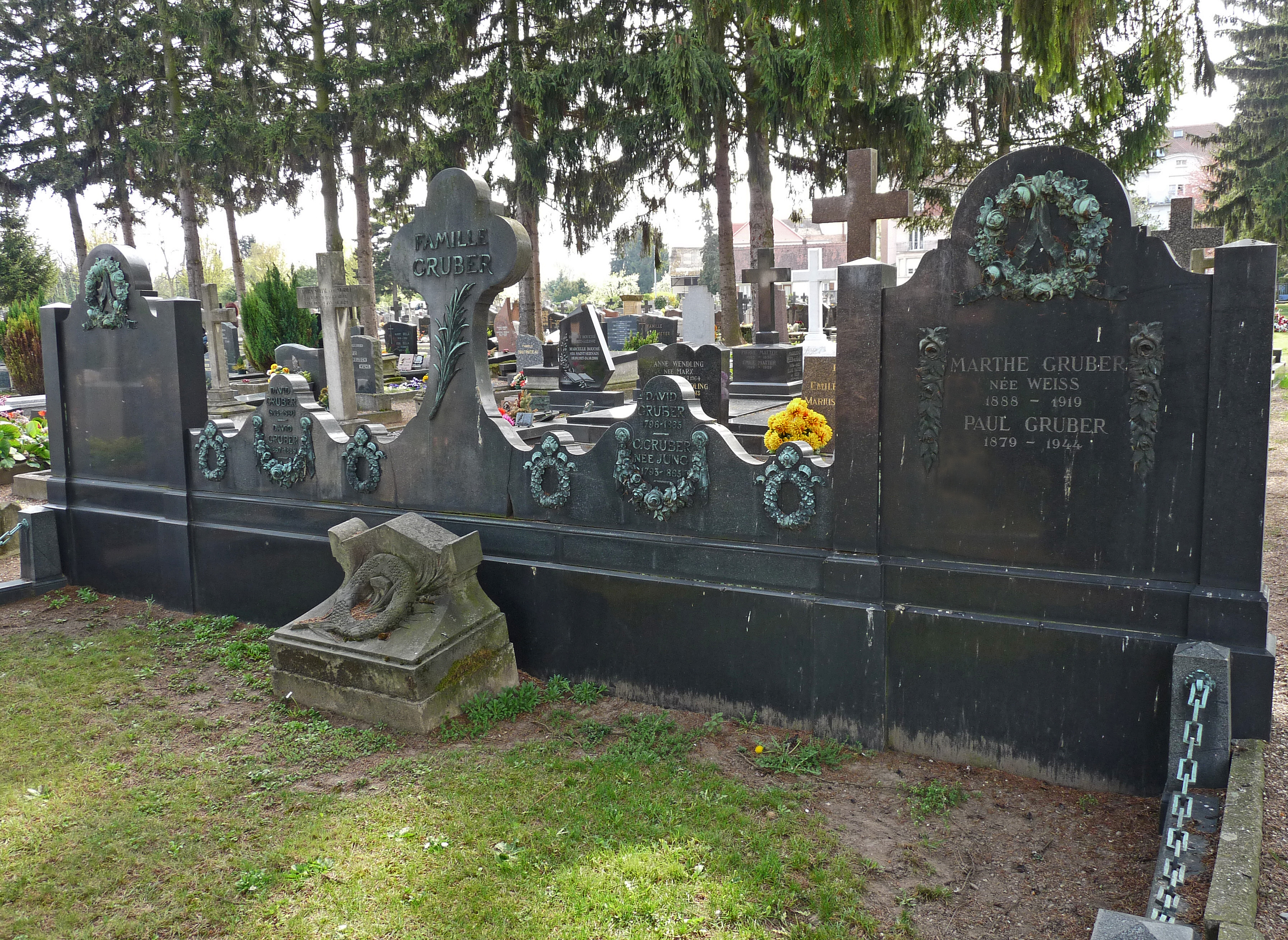
Sépultures de la famille Gruber au cimetière Saint-Gall de Strasbourg

David Gruber, né le 25 octobre 1825 à Phalsbourg (Meurthe) et mort le 31 octobre 1880 à Koenigshoffen (Bas-Rhin), est un industriel français, chimiste de formation et diplômé de pharmacie, qui expérimenta de nouvelles techniques de brassage et de maltage et fonda vers 1855 à Koenigshoffen – un quartier de Strasbourg – la Brasserie Gruber.
David Gruber est inhumé avec sa famille au cimetière Saint-Gall de Strasbourg (Koenigshoffen).

## Hommage
Une rue de Strasbourg-Koenigshoffen porte son nom.